# ヘンリー・スレッサー
ヘンリー・スレッサー（Henry Slesar、1927年6月12日 - 2002年4月2日）は、アメリカの推理作家、脚本家、コピーライター。数多くの短編やショートショートを書いたことで知られる。

## 経歴
本名ヘンリー・シュロッサー（Henry Schlosser）として、ニューヨーク市ブルックリンのロシア=ドイツ系ユダヤ移民の家庭に生まれる。高校卒業後すぐに広告代理店にコピーライターとして就職する。1955年頃に作家活動を始め、様々な雑誌で作品を発表する。以降、本業として広告業界での仕事を続けながら、副業として作家活動を行った。アルフレッド・ヒッチコックに気に入られ、『Alfred Hitchcock's Mystery Magazine』に作品を多数発表すると同時に、テレビドラマシリーズ『ヒッチコック劇場』の脚本も手掛けた。
スレッサーは長編もいくつか発表している。1958年に発表した処女長編『グレイ・フラノの屍衣』は、エドガー賞 処女長編賞を受賞した。これは本業の広告業界を舞台にした作品である。
『快盗ルビイ・マーチンスン』は、スレッサーには珍しいシリーズ作品である。『Alfred Hitchcock's Mystery Magazine』に1957年から1962年にかけて13編が発表された。ルビイの従弟の“ぼく”の視点で、ルビイと“ぼく”の犯罪計画の立案と実行が描かれる。“ぼく”はルビイのことを優れた頭脳犯だと思っており、ルビイの言うこと為すことすべてに驚き感嘆する。しかし、ルビイの計画は根本的なところに穴があり、犯行はいつも失敗に終わってしまう。日本においては『ヒッチコック・マガジン』誌上に（1959年8月号～1962年7月号）13編が村上啓夫の翻訳で掲載された。1988年には日本で『快盗ルビイ』として映画化された。この映画ではルビイは女性になっていて、小泉今日子が演じている。
スレッサーは、O・H・レスリー（O. H. Leslie）、ジェイ・ストリート（Jay Street）などの別名も使った。彼の作品は、星新一、阿刀田高らに多大な影響を与えた。2002年、外科手術の合併症でこの世を去る。

## 作品リスト

### 長編
- The Grey Flannel Shroud（1958年）

『グレイ・フラノの屍衣』ハヤカワ・ミステリ文庫 1978/4 ISBN 978-4150728526
- Enter Murderers（1960年）

『殺人鬼登場』ハヤカワ・ミステリ 1962/8 ISBN 978-4150007188

### 短編集
『うまい犯罪、しゃれた殺人』と『ママに捧げる犯罪』はヒッチコックが編纂したもの。ほかは日本で独自に編纂されたものである。
- A Bouquet of Clean Crime and Neat Murders （1960年）

『うまい犯罪、しゃれた殺人』ハヤカワ・ミステリ 1980/1 ISBN 978-4150008208
- A Crime For Mothers And Others（1962年）

『ママに捧げる犯罪』ハヤカワ・ミステリ 1980/1 ISBN 978-4150008468
- 『夫と妻に捧げる犯罪』小鷹信光編 ハヤカワ文庫 1974/4 ISBN 978-4150400675
- 『快盗ルビイ・マーチンスン』ハヤカワ文庫 1978/1 ISBN 978-4150728519
- 『伯爵夫人の宝石』光文社文庫 1999/2 ISBN 978-4334761073

### 映画
- ギロチンの二人 1964年 原作・脚本
- 0011ナポレオン・ソロ／消えた相棒 1966年  原案
- 妄執の館 1969年  TVM 脚本
- モルグ街の殺人 1971年  脚本
- 快盗ルビイ 1988年  原作
- 冷たい夜は死の匂い 1995年  脚本